# Ubisoft Milano
Ubisoft Milano è un'azienda italiana dedita allo sviluppo di videogiochi con sede nella città di Milano, fondata nel 1998 come parte del gruppo Ubisoft.

## Videogiochi
| Anno | Titolo                                               | Piattaforma                         |
| ---- | ---------------------------------------------------- | ----------------------------------- |
| 2000 | Rayman                                               | Game Boy Color                      |
| 2000 | Paperino: Operazione Papero                          | Game Boy Color                      |
| 2000 | F1 Racing Championship                               | Game Boy Color                      |
| 2000 | The Jungle Book: Mowgli's Wild Adventure             | Game Boy Color                      |
| 2001 | Rayman M                                             | PlayStation, PlayStation 2, Windows |
| 2002 | Tomb Raider: The Prophecy                            | Game Boy Advance                    |
| 2002 | Tom Clancy's Rainbow Six: Rogue Spear                | Game Boy Advance                    |
| 2002 | La mummia                                            | Game Boy Advance                    |
| 2003 | Beyond Good & Evil                                   | Xbox, Windows                       |
| 2003 | Tom Clancy's Rainbow Six 3: Athena Sword             | Windows                             |
| 2003 | Tom Clancy's Rainbow Six 3: Raven Shield             | Windows                             |
| 2004 | Tom Clancy's Splinter Cell: Pandora Tomorrow         | PlayStation 2, Xbox, Windows        |
| 2006 | Tom Clancy's Splinter Cell: Double Agent             | PlayStation 2, Xbox 360             |
| 2007 | Giulia Passione Amiche & Segreti                     | Nintendo DS                         |
| 2010 | My Fitness Coach 2: Exercise and Nutrition           | Wii                                 |
| 2010 | MotionSports                                         | Xbox 360                            |
| 2010 | Michael Jackson: The Experience                      | Wii                                 |
| 2010 | Just Dance 2                                         | Wii                                 |
| 2011 | MotionSports Adrenaline                              | PlayStation 3, Xbox 360             |
| 2011 | Osé - Che fai ci provi?                              | PlayStation 3, Wii                  |
| 2011 | Rabbids: Fuori di Schermo                            | Xbox 360                            |
| 2012 | Just Dance 4                                         | PlayStation 3, Xbox 360, Wii U      |
| 2012 | Assassin's Creed Liberation                          | PlayStation Vita                    |
| 2013 | Just Dance 2014                                      | PlayStation 4, Xbox One, Wii U      |
| 2014 | Just Dance Wii U                                     | Wii U                               |
| 2014 | Just Dance 2015                                      | PlayStation 4, Xbox One, Wii U      |
| 2017 | Mario + Rabbids Kingdom Battle                       | Nintendo Switch                     |
| 2018 | Mario + Rabbids Kingdom Battle Donkey Kong Adventure | Nintendo Switch                     |
| 2022 | Mario + Rabbids Sparks of Hope                       | Nintendo Switch                     |